# Fragrance - Sailor fuku no kaori
Fragrance - Sailor fuku no kaori (セーラー服の香り?, Sailor fuku no kaori, lett. "Il profumo della divisa alla marinara") è un manga del 2005 scritto e disegnato da Ryo Yūki.

## Trama
Fumiya Kuga è un giovane che non riesce a trovare la propria strada: costantemente respinto ai colloqui di lavoro e con una fidanzata a cui non può chiedere, data la propria precaria situazione economica, di sposarlo. Una sera, preso dallo sconforto, vede apparire dinnanzi a sé una giovanissima ragazza, Yuzuki Kono, che con la sua spensieratezza riesce a sollevargli il morale. La ragazza chiede a Fumiya di accompagnarlo: vuole infatti coronare alcuni propri sogni, prima di andarsene. Tempo dopo la scomparsa della ragazza, Fumiya ha modo di scoprire il segreto della giovane, che promette di custodire nel proprio cuore.

## Manga

### Volumi
| 1 | 29 marzo 2005 | ISBN 978-4-408-16902-6 | 1º dicembre 2006 | ISBN 88-6123-005-9 |
| 1 | Capitoli - 1. La ragazza nel chiaro di luna - 2. Dolce profumo - 3. Fino al ponte - 4. Un appuntamento combinato - 5. Proposta di matrimonio - 6. Guardando l'orizzonte - 7. L'attimo fuggente - 8. Lei - 9. La notte dei fuochi d'artificio - 10. Avvicinarsi |                        |                  |                    |
| 2 | 29 luglio 2005 | ISBN 978-4-408-16932-3 | 12 febbraio 2007 | ISBN 88-6123-006-7 |
| 2 | Capitoli - 11. Fraintendimenti - 12. Il linguaggio dei fiori - 13. Piccole speranze - 14. Da adesso in poi - 15. Sentimenti in declino - 16. Perché - 17. Amici - 18. Cieli notturne - 19. Ad ali spiegate - 20. Un sorriso indimenticabile                    |                        |                  |                    |